# Heilmannshof
Der Landschaftspark Heilmannshof ist eine Parkanlage in Krefeld-Traar. Sie ist nach dem gleichnamigen Bauernhof benannt.
Der Hof kam durch die Heirat von Fritz Leendertz mit Luise Heilmann 1880 in den Besitz der Familie Leendertz. 1910 wurde das alte Wohnhaus abgebrochen. Das neue Wohnhaus wurde nach Plänen der Baumeister Girmes & Oediger im Stile eines Englischen Landhauses errichtet.
Parkanlage, Bruchwald und das Gewässer Niepkuhlen stehen seit 1999 unter Denkmalschutz. Zur Anlage zählt ein Arboretum. Der Park ist 5,5 Hektar groß. Zur Bepflanzung zählen Rhododendren und Azaleen. Der Niepkuhlen ist eine eiszeitliche  Altstromrinne.